# Cierplewo
Cierplewo – (niem. Brahwede) wieś w Polsce, położona w województwie kujawsko-pomorskim, nad Zalewem Koronowskim w powiecie tucholskim, w gminie Lubiewo.
| SIMC    | Nazwa    | Rodzaj    |
| ------- | -------- | --------- |
| 0090463 | Wielonek | część wsi |

W latach 1975–1998 miejscowość administracyjnie należała do województwa bydgoskiego. Według Narodowego Spisu Powszechnego (III 2011 r.) liczyła 85 mieszkańców. Jest najmniejszą miejscowością gminy Lubiewo.